# Новоянбаєво
Новоянба́єво (рос. Новоянбаево, башк. Яңы Янбай) — присілок у складі Балтачевського району Башкортостану, Росія. Входить до складу Староянбаєвської сільської ради.
Населення — 2 особи (2010; 32 2002).
Національний склад:
- башкири — 69 %
- татари — 31 %